# Olga Graumann
Olga Graumann (vorher Jaumann; * 1945) ist eine emeritierte Professorin für Schulpädagogik an der Universität Hildesheim.
1969 legte sie das I. Staatsexamen für das Lehramt an Volksschulen an der Pädagogischen Hochschule Augsburg ab und 1972 das II. Staatsexamen. Von 1972 bis 1975 unterrichtete sie an einer Sonderschule für Lernbehinderte in München und studierte zugleich Pädagogik, Psychologie und Soziologie an der LMU München sowie 1975 bis 1977 Sonderpädagogik bis zum Staatsexamen für das Lehramt an Sonderschulen. Anschließend arbeitete sie bis 1978 an einer Sonderschule für Lernbehinderte in München und wurde 1980 an der LMU München zum Dr. phil. promoviert. Danach wechselte sie an eine Sonderschule für Lernbehinderte in Bielefeld und lehrte an der Universität Bielefeld, bis sie 1983 als abgeordnete Sonderschullehrerin im Hochschuldienst an der Fakultät für Pädagogik anfing. Dort war sie stellvertretende Leiterin des Forschungsprojekts Zwei-Lehrer-System (Forschungsarbeit über die Integration behinderter Kinder in die Regelschule). Ab 1989 arbeitete sie als Sonderschullehrerin in einer Integrationsklasse an einer Grundschule in Bielefeld bis 1994, wurde darauf bis 1995 wissenschaftliche Mitarbeiterin an der Universität-Gesamthochschule Siegen am Forschungsschwerpunkt Kindheitsforschung und Lehre im Primarstufenbereich und 1995/96 vertrat sie eine C3-Professur für Grundschulpädagogik und -didaktik an der Ludwig-Maximilians-Universität München (LMU). 1996 wurde sie als Professorin für Schulpädagogik an die Universität Hildesheim berufen, wo sie von 2000 bis zur Emeritierung 2010 Direktorin des Instituts für Erziehungswissenschaft war.
Sie ist eine Expertin für Inklusive Pädagogik und leitete zahlreiche Projekte dazu in Deutschland und international, besonders in Osteuropa. Sie war im Vorstand der Deutschen Gesellschaft für Lesen und Schreiben und Präsidentin der International Academy for the Humanization of Education (IAHE).
2007 erhielt sie die Ehrendoktorwürde durch den Senat der Staatlichen Universität Nowgorod.
In erster Ehe hieß sie Jaumann, in zweiter ist sie mit dem Mathematikdidaktiker Günter Graumann verheiratet.

## Schriften
- Inklusion – eine unerfüllbare Vision? Eine kritische Bestandsaufnahme. Opladen & Berlin & Toronto: Verlag Barbara Budrich, 2018. ISBN 9783847422310
- mit Karl-Heinz Arnold, Anatoli Rakhkochkine (Hrsg.) (2008): Handbuch Förderung. Weinheim: Beltz 2008. ISBN 978-3407831583
- Fordern und Fördern: „Problemkinder“ in der Grundschule. Baltmannsweiler: Schneider. 2004
- (Mithrsg.): Schul- und Hochschulmanagement: 100 aktuelle Begriffe. (Менеджмент средней и вышей школы: 100 новых понятий) Hildesheim: Universitätsverlag 2004.
- Gemeinsamer Unterricht in heterogenen Gruppen. Von lernbehindert bis hochbegabt. Bad Heilbrunn: Klinkhardt. 2002
- mit S. Mrochen (Hrsg.): Schule in Not. Eine Institution auf der Suche nach Verbündeten. Bad Heilbrunn: Klinkhardt. 2001
- mit W. Riedinger: Integrativer Unterricht in der Grundschule. Gemeinsam leben und lernen. Unterrichtsbeispiele. Frankfurt a. M.: Diesterweg. 1996
- Der Leselernprozeß bei benachteiligten Kindern. Analyse ihrer sozialen Lage. Umsetzung in eine Leselehrmethode. Weinheim: Beltz. 1982 [=Diss.]